# Сергиенко, Василий Емельянович
Василий Емельянович Сергиенко (1920—1945) — лейтенант Рабоче-крестьянской Красной Армии, участник Великой Отечественной войны, Герой Советского Союза (1945).

## Биография
Василий Сергиенко родился в 1920 году в селе Осиновка (ныне — Михайловский район Приморского края). После окончания средней школы работал на Владивостокском судоремонтном заводе. В 1942 году Сергиенко был призван на службу в Рабоче-крестьянскую Красную Армию. С июля того же года — на фронтах Великой Отечественной войны. В 1943 году Сергиенко окончил курсы младших лейтенантов.
К январю 1945 года гвардии лейтенант Василий Сергиенко командовал взводом 337-го гвардейского стрелкового полка 121-й гвардейской стрелковой дивизии 13-й армии 1-го Украинского фронта. Отличился во время освобождения Польши. В январе 1945 года взвод Сергиенко одним из первых переправился через Одер и принял активное участие в боях за захват и удержание плацдарма на его западном берегу. 29 января 1945 года он первым в полку ворвался в город Раудтен (ныне — Рудна). 18 марта 1945 года Сергиенко погиб в бою. Похоронен в девяти километрах к востоку от города Польковице.
Указом Президиума Верховного Совета СССР от 10 апреля 1945 года гвардии лейтенант Василий Сергиенко посмертно был удостоен высокого звания Героя Советского Союза. Также был награждён орденами Ленина и Красной Звезды.